# Спасо-Преображенская церковь (Глухов)
```
Спасо-Преображенская церковь
 — православный 
храм
 и памятник архитектуры национального значения в городе 
Глухове
, построен в 1765 году, расположен неподалёку от 
Трех-Анастасиевской церкви
.
```

## Описание
Церковь выполнена из кирпича, в пандативах частично сохранились изображение Евангелистов в медальонах. Старый иконостас почти не сохранился. Щипцовые и вальмовые крыши, а также барабан и купол по деревянным стропилам и кружалах покрыты кровельной сталью и окрашены в зелёный цвет.

## Истории
В начале XIX века в северо-западном углу церковного двора соорудили каменную многоярусную колокольню в стиле классицизма, которая была разрушена в 1930 году. 1855 году архитектор А. Ассинг разработал проект пристройки с западной стороны теплой церкви, которая была осуществлена в 1867 года. В 1961 году церковь была закрыта. Здание использовали как склад до 1979 года, после чего сооружению присвоен статус памятника архитектуры национального значения. С 1989 года Спасо-Преображенская церковь возвращена религиозной общине. Постепенно храм реставрировали: первый этап реставрационных работ был завершен 1992 году.
В июле 2008 года реставраторы обнаружили ранее неизвестный фрагмент живописи XVIII века.

## Ссылка
- Фото Преображенской церкви на сайте Жемчужины Украины